# Lijst van voetbalinterlands Bulgarije - Noord-Ierland (vrouwen)
Deze lijst van voetbalinterlands is een overzicht van alle officiële voetbalinterlands tussen de nationale vrouwenteams van Bulgarije en Noord-Ierland. De landen hebben tot nu toe twee keer tegen elkaar gespeeld.

## Wedstrijden
| № | Plaats  | Datum           | Competitie           | Wedstrijd                 | Uitslag |
| - | ------- | --------------- | -------------------- | ------------------------- | ------- |
| 1 | Lovetsj | 22 oktober 2011 | EK 2013 kwalificatie | Bulgarije − Noord-Ierland | 0 − 1   |
| 2 | Belfast | 19 mei 2012     | EK 2013 kwalificatie | Noord-Ierland − Bulgarije | 4 − 1   |

## Samenvatting
| Competitie      | Totaal gespeeld | Winst Bulgarije | Gelijk | Winst Noord-Ierland | Doelsaldo Bulgarije – Noord-Ierland |
| --------------- | --------------- | --------------- | ------ | ------------------- | ----------------------------------- |
| EK-kwalificatie | 2               | 0               | 0      | 2                   | 1 − 5                               |
| Totaal          | 2               | 0               | 0      | 2                   | 1 − 5                               |